# Гавриил (Роша)
Митрополит Гавриил (порт. Metropolita Gabriel, в мантии Иоанн, порт. João, в миру Эдуарду Энрике Пинту да Роша, порт. Eduardo Henrique Pinto da Rocha; 1938, Лиссабон — 18 февраля 1997, Португалия) — епископ Португальской православной церкви в юрисдикции Польской православной церкви, митрополит Португальский.

## Биография
Родился в 1938 году в Лиссабоне в католической семье.
По окончании военной службы в португальской армии, он решает отправиться в Швейцарию, в Аббатство Святого Маврикия Агонского с намерением стать регулярным каноником святого Августина. Там он прожил почти два года.
Живя в аббатстве, заинтересовался православием, найдя приход Русской Зарубежной Церкви, располагавшийся недалеко от аббатства.
В 1966 году перешёл в Русскую Православную Церковь Заграницей в сане монаха с наречем имени Иоанн. Воцерковляясь, он прожил девять месяцев в афонском монастыре Хиландар.
В 1968 году Архиепископом Женевским и Западноевропейским Антонием (Бартошевичем) Иоанн был рукоположён в иеродиакона и иеромонаха и вскоре возведён в достоинство архимандрита.
Проходил пастырское служение в Париже, где тесно соприкасался со священнослужителями западнообрядной «Французской Православной Церкви», возглавляемой епископом Сен-Денийским Иоанном-Нектарием (Ковалевским). Данную церковь присоединил к РПЦЗ и всячески ей помогал архиепископ Брюссельский и Западноевропейский (позднее Сан-Францисский) Иоанн (Максимович), активный миссионер, сторонник восстановления древних литургий и национальных церквей.
Пример плодотворного миссионерского служения в инославной среде священнослужителей Французской Православной Церкви сподвиг архимандрита Иоанна на организацию православной миссии в парижской общине португальских эмигрантов.
В 1968 году архимандрит Иоанн приезжает в Португалию, где его высокая миссионерская активность привела к образованию целого ряда православных общин, которые были объединены в Португальскую Православную Миссию Русской Православной Церкви Заграницей. Трудами архимандрита Иоанна на португальский язык были переведены богослужебные тексты, открыта иконописная школа.
К 1972 году число новообращённых португальцев приблизилось к пятистам человек, которых окормляли шесть португальских священнослужителей.
В 1974 году Португальская Православная Миссия была преобразована Португальский Экзархат Русской Православной Церкви Заграницей, а архимандрит Иоанн (Роша) назначен епископским администратором Экзархата.
В 1976 году Португальский Экзархат получил официальную государственную регистрацию под названием «Православная Католическая Церковь Португалии».
Несмотря на успех церковной миссии в Португалии, между архимандритом Иоанном (Рошем) и  архиепископом Женевским и Западноевропейским Антонием (Бартошевичем) наметился разлад. В 1978 году архимандрит Иоанн покидает РПЦЗ и переходит в старостильный «флоринитский» Синод «Церкви Истинных Православных Христиан» Греции, возглавляемый «архиепископом Афинским и всея Эллады» Авксентием (Пастрасом); при этом было совершено его повторное крещение и перерукоположение. Возглавляемые им приходы сохранили статус Экзархата, а архимандрит Иоанн получил титул Экзарха.
17 июня 1978 года архимандрит Иоанн был пострижен в великую схиму с наречением имени Гавриил, а 18 июня в Вознесенском монастыре в Капандритионе рукоположён во епископа Лиссабонского, Экзарха флоринитского Синода Церкви ИПХ Греции в Португалии. Хиротонию совершили «архиепископ Афинский и всея Эллады» Авксентий (Пастрас) в сослужении «митрополит Коринфский» Каллист (Макрис), «митрополит Пирейский и Саламинский» Геронтий (Маргиолис) и «митрополит Мегаридский» Антоний (Фанасис). Вскоре Гавриил получил от Авксентия титул Экзарха Западной Европы.
В 1984 году совместно с Синодом «архиепископа» Авксентия (Пастраса), «епископ» Гавриил рукоположил для своего экзархата четырёх епископов: Иакова во «епископа Коимбрского и Авеирского», Евлогия (Хесслера) во «епископа Миланского и Аквилейского», Григория (Баколини) во «епископа Туринского» и Феодора во «епископа Эворского и Сетубальского».
27 сентября 1984 года решением иерархов Флоринитского Синода была учреждена автономная «митрополию Западной Европы», которую возглавил Гавриил (Роша), который был возведён в сан митрополита «Лиссабонского и Португальского», первоиерарха «Православной Церкви Португалии» с правом ношения белого клобука согласно традиции славянских Поместных Православных Церквей.
В 1985 году отношения митрополита Гавриила с иерархами флоринитского Синода резко обострились, одной из причин чего было несогласие митрополита Гавриила с учением греков-старостильников об отсутствии благодати у перешедших на новоюлианский календарь Церквей и у тех, кто находится в общении с ними. Этот конфликт привёл к отделению «митрополии Западной Европы» от «Флоринского синода».
В том же 1985 году «Митрополия Западной Европы» обратилась с предложением о присоединении к другой неканонической греческой старостильной юрисдикции с более терпимой к новостильным церквам эклезиологией — «Синоду Противостоящих», но получив отказ. Попытки добиться признания от Константинопольского патриархата также окончились ничем.
В 1986 году была основана Бразильская миссия, для которой было рукоположено несколько священников из перешедших в православие бразильцев.
В 1988 году данная юрисдикция начала диалог с Польской Православной Церковью по вопросу присоединения к ней при условии автономного самоуправления.
В январе 1989 состоялось установление общения с неканонической «Украинской Православной Церковью США и Рассеяния», которое продлилось недолго.
После основательных переговоров со священноначалием Польской православной церкви была достигнута договорённость о вхождении возглавляемой Гавриилом (Рошем) юрисдикции в состав Польской православной церкви с предоставлением значительной автономии. При этом, исходя из принципа икономии, все клирики должны быть приняты без перерукоположения.
Часть клириков, включая троих епископов, отвергнувших курс на присоединение к Польской церкви отделилась и образовала неканоническую «Православная Автономная Митрополия Западной Европы», более известную как «Миланский синод». Данный раскол значительно сократил численность последователей митрополита Гавриила.
В августе 1990 года Синод Польской православной церкви принял решение принять в общение Православную церковь Португалии. 26 сентября 1990 состоялось торжественное провозглашение церковного единства между двумя Церквями.
Скончался 18 февраля 1997 года. Митрополита Гавриила, согласно его в духовному завещанию, должны были похоронить в церкви Пресвятой Троицы в Храме Божией Матери Милостивой в Торриш-Новаш. Но так как церковь не была завершена на момент его смерти, его тело было временно захоронено в чужой могиле, на кладбище Риашу. В 1998 году был похоронен в Храме Божьей Матери Милостивой.